# Конвенція про право несудноплавних видів використання міжнародних водотоків
Конве́нція про пра́во несуднопла́вних ви́дів використа́ння міжнаро́дних водото́ків — юридично обов'язкова для держав-учасниць міжнародна угода, яка сприяє співробітництву договірних держав щодо використання та збереження водних ресурсів, які перетинають міждержавні кордони, включаючи як поверхневі, так і підземні води. Договірні держави зобов'язані враховувати вплив їхніх дій на інші держави, які зацікавлені у водних ресурсах, та справедливо розподіляти ресурси.